# Бастея

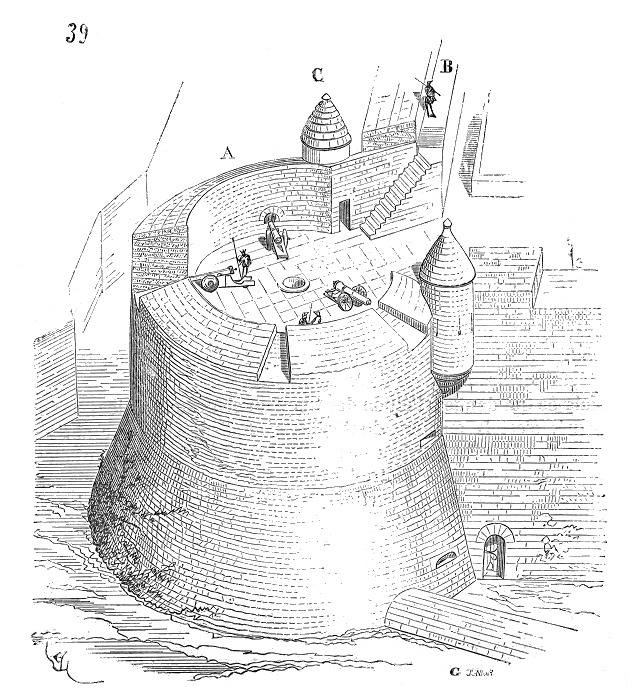
Бастея в форме кастрюли: замок Сальс-ле-Шато

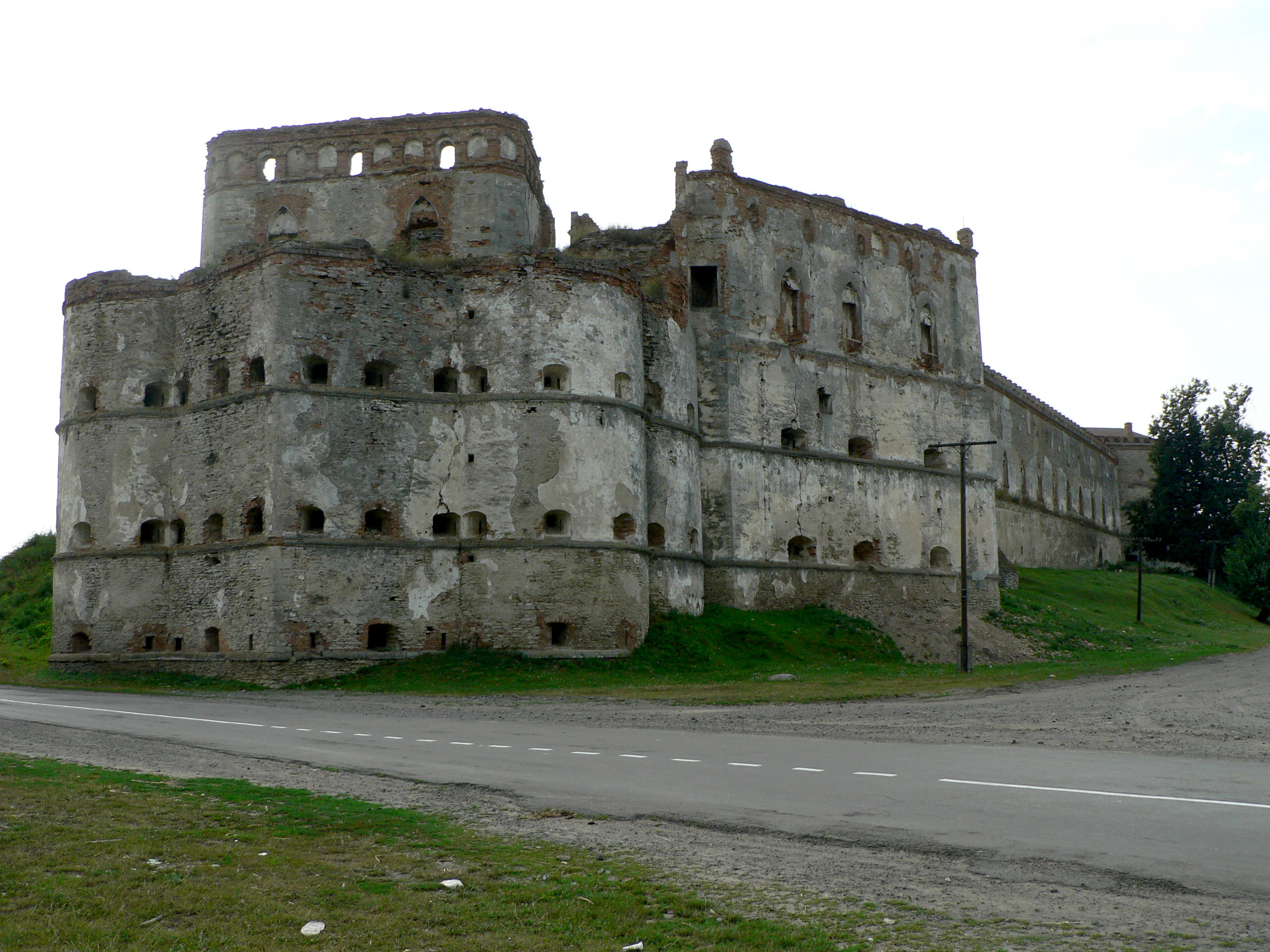
Комплекс бастей замка в Меджибоже (Украина)

Бастея ((от нем. Bastei — бастион) то же, что и рондель (фр. rondelle, круглый)) — фортификационное сооружение долговременного типа, являются прототипом позднейшего бастиона.

## История
Бастея возникла в XVI веке в результате развития артиллерии и являлось промежуточным этапом эволюции крепостной башни в бастион. С изобретением пороха, в половине XIV столетия и введением огнестрельного оружия лишь в конце XIV столетия каменные сооружения городов и замков стали более уязвимы, но нужно было ещё столетие для постепенной замены башен бастеями или ронделями.
Бастея была ниже и шире классических башен и имела несколько ярусов для размещения артиллерии, кроме того пушки дополнительно могли размещаться на плоской крыше. Бастеи обычно значительно выступали наружу оборонительного сооружения и таким образом обеспечивали фланкирование прилегающих к ним стен. В плане бастея могла быть полукруглой, круглой или многогранной. Круглую бастею также называли рондель.
Изобретение бастей приписывают Альбрехту Дюреру (ограду городов он предлагал укреплять ронделями, которые он называл бастеями), но учитывая то, что разработкой бастей занималось и множество его предшественников, правильнее будет сказать, что А. Дюрер систематизировал и научно обосновал применение бастей в Западной Европе.

## На северо-западной Руси
В некоторых популярных источниках имеется отождествление бастей с названием «пе́рси» (Перси, Перша, Довмонтова стена), что является ошибкой, видимо, берущей своё начало от словаря Даля. Это единственный известный архитектурный объект с таким названием не только в Пскове, но и вообще где-либо. Но это не башенное сооружение, а одна из стен псковского Крома. Она выделяется своей мощность за счёт некоторой выдвинутости вперёд дугой, её утолщения и поднятия уровня грунта с тыла. Усложняли преодоление персей два захаба (см. ниже) или коридора-ловушки по обе стороны от них. То есть это явление другой категории. Первое упоминание персей относится к 1337 году.

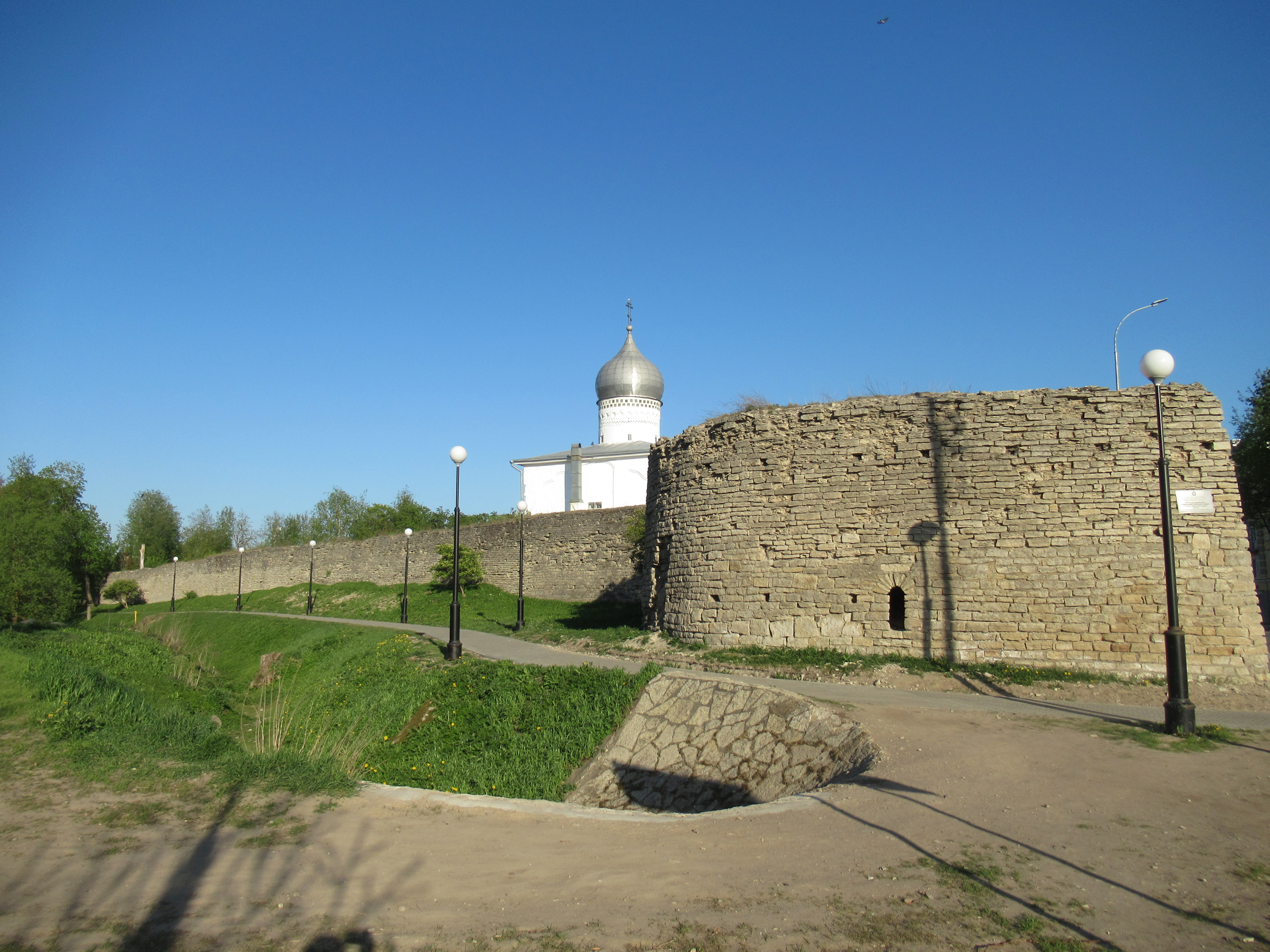
Сохранившаяся часть Варлаамского захаба Псковской крепости

Бастеи конкретно в Пскове стали строить с конца 20-х — начала 30-х годов XVII века. Этот термин к местным фортификациям применяли только иностранцы, так как в русских текстах они зафиксированы под местными названиями: «башня», «башня отводная», «захабень», «захапий», «охабень», «захаб» (от др. русского «оха́бить» — охватить). Часто они были ниже обычных башен (костров). Целью их строительства было прикрытие ранее имеющихся в стене незащищённых ворот. Форма их разнообразная: полукруглая, округлая, скруглённый квадрат или прямоугольник. Более сложный ансамбль состоял из обычной высокой глухой башни и пристроенной к ней и воротам в стене, проезжей отводной башни. При прикрытии ворот имевшийся проезд сохранялся или ликвидировался. Такие башни естественным образом отождествляются с бастеями или барбаканами западной фортификации.
Термин «захаб» относится и к небашенному сооружению, представляющему из себя «коридор смерти» проходящий между двух стен, с воротами на обоих его концах.